# Mechowo (województwo pomorskie)
Mechowo (kaszb. Mechòwa, niem. Mechau, dawniej Mechowo, Miechaw) – wieś kaszubska w Polsce położona w województwie pomorskim, w powiecie puckim, w gminie Puck, na skraju Puszczy Darżlubskiej.

## Historia
- Pierwsze wzmianki o tej wsi, jako własności rycerskiej (Radzisław z Darżlubia), pochodzą z XIII wieku.
- 1300 Mechowo staje się własnością cystersów oliwskich i pozostaje nią aż do 1772.
- od 1772 pod administracją zaboru pruskiego.
- od 1919 ponownie w granicach Polski w powiecie morskim.

W latach 1975–1998 miejscowość administracyjnie należała do województwa gdańskiego.

## Zabytki, przyroda i religia
- ryglowy kościół z 1742 roku, wystrój barokowy[7][8]. We wsi zachowało się kilka domów o konstrukcji szkieletowej (ryglowej) z XIX wieku i dwór z wieku XVIII,
- Groty Mechowskie[9] - o powierzchni 750 m²[10],
- rezerwat "Darżlubskie Buki" (na południe od Mechowa)[11],
- cyprysik Lawsona pomnik przyrody przy leśniczówce.

Miejscowość jest siedzibą parafii rzymskokatolickiej, należącej do dekanatu Puck w archidiecezji gdańskiej.